# 1827

## Esdeveniments
Països Catalans
- 1 d'abril - Ripoll: aixecament dels Malcontents Joan Cavalleria, Josep Bosoms Jep dels Estanys i Josep Galceran i Escrigàs

Resta del món
- 2 de setembre - la Vall d'Aran: el Conselh Generau d'Aran, que regia els destins de la vall des del segle xiii, es reuneix per darrera vegada abans de l'època moderna.

## Naixements
Països Catalans
- 24 de febrer: Belisario Prats, polític xilé.
- 28 de febrer, Vilanova i la Geltrú: Rosalia Serra Miró, poetessa.
- 23 de març, Palma, Mallorca: Victòria Peña i Nicolau, poeta (m. 1898).[1]
- 23 d'octubre, Cartagena: Pilar Pascual de Sanjuán, mestra, feminista i escriptora catalana (m. 1889).[2]
- 25 de novembre, Gurb, Osona: Francesc Mora Borrell, arquebisbe de Monterey - Los Angeles (m. 1905).
- València: Benet Altet i Ruate, poeta.

Resta del món
- 5 d'abril, Upton, Essex, (Anglaterra): Joseph Lister, 1r Baró de Lister, conegut com a Sir Joseph Lister, Bt, va ser un metge cirurgià britànic pioner en l'ús dels antisèptics (m. 1912)[3]

- 8 d'abril,
  - Cabo Rojo, Puerto Rico: Ramón Emeterio Betances Alacá,n, nacionalista de porto-riqueny.
  - Southampton (Anglaterra): Barbara Bodichon, pedagoga i artista britànica, activista pels drets de les dones (m. 1891).[4]
- 31 de maig, Nagasaki: Kusumoto Ine, primera metgessa de medicina occidental al Japó (m. 1903).[5]
- 27 de juliol, La Haia, Països Baixos: Gerardina Jacoba van de Sande Bakhuyzen, pintora neerlandesa del segle xix (m. 1895).[6]
- 5 d'agost: Deodoro da Fonseca, president de Brasil (m. 1892).[3]
- 30 d'agost, Berlín: Gisela von Arnim, escriptora alemanya (m. 1889).[7]
- Bagicz, Prússia: Hermann Thadewaldt, director d'orquestra prussià.

## Necrològiques
Països Catalans
- 22 de novembre, Tarragona: Narcís Abrés, militar absolutista (afusellat).
- 27 de febrer, Madrid, Espanya: Simón de Rojas Clemente y Rubio, botànic valencià (n. 1777).
- 8 de juliol, Lisboa: Francesc de Paula Martí Mora, gravador i estenògraf espanyol, introductor de l'estenografia a Espanya.
- 12 de desembre, Palma: Maria Pascuala Caro Sureda, científica il·lustrada, doctora en filosofia i religiosa mallorquina (n. 1768).[8]

Resta del món
- 6 de gener, Weimar: Charlotte von Stein, dama de companyia, escriptora i amiga de Goethe i Schiller (n. 1742).[9]
- 5 de març:
  - Como, Llombardia: Alessandro Volta, físic italià (n. 1745).
  - París, França: Pierre-Simon Laplace, matemàtic francès (n. 1749).
- 26 de març, Viena, imperi austríac: Ludwig van Beethoven, compositor alemany (n. 1770).[10]
- 29 d'abril, Sharon (Massachusetts): Deborah Sampson, dona que va participar com a soldat en la Revolució americana, i una de les primeres professores del país (n. 1760).[11]
- 14 de juliol, Ville-d'Avray, Illa de França: Augustin Jean Fresnel, físic francès, fundador de l'òptica moderna, pare dels fars moderns (n. 1788).[12]
- 8 d'agost: George Canning, primer ministre britànic (n. 1770).[13]
- 6 de novembre, Neustrelitz, Mecklemburg-Pomerània Occidental: Bartolomeo Campagnoli, violinista i compositor italià.

- Andrés Rosquellas, violinista i compositor espanyol del Classicisme.